# 東亜天文学会 (小惑星)
東亜天文学会(3935 Toatenmongakkai)は、1987年8月14日に関勉が高知県芸西村で発見した小惑星である。日本で最も古い天文同好会である東亜天文学会にちなんで命名された。